# Wysokie (województwo pomorskie)
Wysokie (niem. Hohenfelde) – wieś kaszubska w Polsce, położona w województwie pomorskim, w powiecie wejherowskim, w gminie Łęczyce, na terenie historycznej ziemi lęborskiej, na zachodnim skraju Puszczy Wierzchucińskiej.
Według danych na dzień 31 grudnia 2006 roku sołectwo, w skład którego wchodzi także wieś Dąbrowa Brzezieńska, zamieszkuje 266 mieszkańców na powierzchni 6,35 km².
W latach 1975–1998 miejscowość należała administracyjnie do województwa gdańskiego.

## Historia wsi
Początki wsi związane są z założeniem w tym miejscu folwarku książęcego, co nastąpiło pomiędzy 1581 a 1585 rokiem, kiedy przeniesiono tutaj główną siedzibę folwarku z sąsiednich Pużyc (jako miejsce Wysokie było po raz pierwszy wzmiankowane już w 1571 r.). Dokonano tego na polecenie Piotra Kemeke, marszałka dworu księcia Jana Fryderyka (1542–1600), który po Erneście Wejherze przez kilka lat (do 1588 r.) zarządzał dobrami książęcymi w ziemi lęborskiej. Przeniesienie polegało w zasadzie na zbudowaniu zupełnie nowego zespołu zabudowań folwarcznych na nowym miejscu, gdyż wcześniej tymczasową siedzibą folwarku było dawne gospodarstwo sołtysa w Pużycach. Według inwentarza z 1588 r. na terenie folwarku w Wysokiem wzniesiono przed czterema laty nowe drewniane budynki (in diesem hoeffe sein vierahnsehnnliche in holtz gemeuerte gantz newe zimmer befunden): dom mieszkalny o 12 wiązarach, stodołę o 3 klepiskach i 30 wiązarach, owczarnię o 30 wiązarach z małym domkiem owczarza, a także chlew dla świń. Na podwórze wewnętrzne prowadziło aż siedem bram, a pośrodku znajdowała się studnia. Co do samej nazwy, to wolno przypuszczać, że jest ona prostym odniesieniem do topografii terenu, ponieważ patrząc od strony Pużyc, Wysokie jest rzeczywiście położone na szerokim wzniesieniu, które znacznie góruje nad okolicą (grunty Pużyc znajdują się przeciętnie na wysokości ok. 70–80 m n.p.m., podczas gdy pola Wysokiego położone są na wysokości ok. 110–120 m n.p.m., co daje ok. 40 m różnicy na przestrzeni zaledwie ok. 3 km). Trudno powiedzieć, gdzie dokładnie były usytuowane zabudowania folwarczne. Najstarsze mapy okolicy pochodzą dopiero z lat 30. XIX w., kiedy folwark już co najmniej od pół wieku nie istniał, a jego pola zostały rozparcelowane pomiędzy nowych osadników. Być może znajdował się on na otoczonym bagnami półwyspie ok. 200 m na południe od dzisiejszej zabudowy wsi, który na początku XX w. został opisany jako grodzisko. Niewykluczone, że jakieś widoczne jeszcze w tym czasie pozostałości po dawnym folwarku, które przypominały prostokątny szaniec, zostały właśnie uznane za prehistoryczny okop.
Bardzo dokładny opis zabudowań folwarku w Wysokiem znajduje się w tekście lustracji dóbr królewskich starostwa lęborskiego sporządzonej przez pisarza skarbu królewskiego Stanisława Lubienieckiego w 1638 r., tj. po wymarciu dynastii Gryfitów i powrocie tej ziemi pod bezpośredni zarząd królów polskich. Folwark w koło – czytamy w lustracji – płotem dobrze ostrożony. Przed wjazdem do niego dom owczarski, część w cegłę, część w glinę budowany, już nie barzo dobry. Do folwarku wjeżdżając wrota pierwsze złe, na pół obalone. Za tymi wrotami drugie wrota wieżne, prawie już do samego folwarku z fortą, dachówką nakryte. Wrota same na biegunach kunami żelaznemi, a forta na za wiasach. Dom gospodarski folwarkowy pod jednym dachem, słomą poszytym, w cegłę po prusku murowany, przy którym przy wrotach zaraz stajenka, do niej drzwi na zawiasach, żłoby, przewory. Z niej druga mniejsza stajenka. Dalej postępując jest krowiarnia niewielka, drzwi na zawiasach. Item podle niej wrota do sieni także na zawiasach. Z tej sieni komórka mała, w której okno sklane.Z tejże sieni wschod na górę pod dach. Z tejże jeszcze sieni drzwi do mniejszej sieni przed izbami, w której dwoje drzwi: jedne w podwórzu wielkie, drugie w tył, wszystkie na zawiasach. W tejże sieni okien dwie sklanych, komin murowany na filarach, komora dla czeladzi, izdebka dla mleczna, do niej drzwi na zawiasach z zamkiem, okna 2 sklane, piecyk zły i kominek w murze. Z tej izdebki komnata, z której można przejść naokoło do izby wielkiej. […] Z tej komory drzwi do izby, z której po dwie stronach okna trzy sklane 6-kwaterne, ławy w koło i listwy, stół 1, piec z kafli zielonych, komin murowany. drzwi u tej izby i we wszystkich komorach na zawiasach z klamkami i wrzeciądzami. Z tej jeszcze izby jest piwnica sklepiona, do której drzwi w kącie i wschodek mały w dół. Z tej piwnice druga piwnica, także sklepista, z której potym wschód i wyjście na podwórze tylne. Na tym tylnym podwórku jest domek stary w glinę budowany, opuszczony. Tamże sernik. Item między płoty idąc jest dom stary piekarniany i budynek drugi, gdzie ozdownia bywała. Znowu od gospodarskiego domu poczynając podrugiej stronie i przy drugich wrotach jest stodoła niemała o 3 klepiskach po prusku w cegłę murowana, słomą poszyta. Po trzeciej stronie owczarnia stara, zła, dla skopów, znacznej reparacyjnej potrzebuje. Po czwartej stronie owczarnia dla owiec po prusku w cegłę murowana, słomą poszyta, od połowice niemal pod jednym dachem, krowiarnia na dole, a na wierzchu szpichlerz. Między tymi stodołami i owczarniami chlewy dwa osobne dla bydła. Przed domem gospodarskim studnia, poprawy potrzebuje, i płot przy niej od owczarni aż ku samej stodole przez podwórze. Ten folwark założony i postawiony za księcia Fryderyka in anno 1582, teraz przez księżnę jejmość krońską po niemałej części poprawiony.
Na podstawie powyższego opisu można w ogólnych zarysach zrekonstruować kształt zabudowań folwarcznych jako zespół budynków założonych na planie prostokąta, w którym po jednej stronie, od frontu, znajdował się duży dom gospodarski, po drugiej – stodoła, po trzeciej – owczarnia, a po czwartej – owczarnia połączona z oborą i spichlerzem. Cześć budynków wykonana była w technice „pruskiego muru”, czyli w konstrukcji szkieletowej wypełnionej cegłą, a część z drewna. Ich pokrycie stanowiły słomiane strzechy. Wokół folwarku ciągnął się solidny płot, płotem przegrodzono również w poprzek podwórze. W domu gospodarskim, który był zapewne mieszkaniem dla dwornika, dworki i najemnej czeladzi, znajdowało się kilka pomieszczeń wyposażonych w szklane okna, piece kaflowe, kominki, stoły i ławy. Budynek ten był podpiwniczony, a przed nim usytuowana była studnia. Według lustratora zabudowania folwarczne zostały wzniesione w 1582 r., we wcześniejszych inwentarzach określono datę jego budowy na rok 1584, ale ze względu na liczbę i skalę budynków można założyć, że powstawały one przez kilka lat, być może zatem pierwsza data to początek, a druga to moment zakończenie budowy najważniejszych elementów folwarku.
Folwark w Wysokiem został zlikwidowany po 1772 r., tj. po I rozbiorze Polski i wcieleniu ziemi lęborskiej do Królestwa Pruskiego, a jego ziemię rozparcelowano pomiędzy kolonistów. Pierwszy spis mieszkańców nowej wsi pochodzi z 1776 r. Sołtysem był wówczas Gottfried Mielcke, a pozostali gospodarze to: Marx, Österrich, Tessmann, Zager, Treppler, Pantz, Borck, Weiss, Rösecke, Nawitzky, Gronow, Piesch (pasterz) – w większości zapewne Niemcy. Według opisu geograficzno-statystycznego dawnego Księstwa Pomorskiego pióra Ludwika Wilhelma Brüggemanna (1743-1817), opublikowanego na przełomie lat 70. i 80. XVIII w., w Wysokiem mieszkało wówczas 12 wolnych gospodarzy, ale w sumie, razem z sołtysem, we wsi było 13 "dymów". Pierwszy w miarę dokładny obraz kartograficzny nowej wsi pochodzi z lat 30. XIX w. i można się na nim doliczyć ok. 13 gospodarstw.

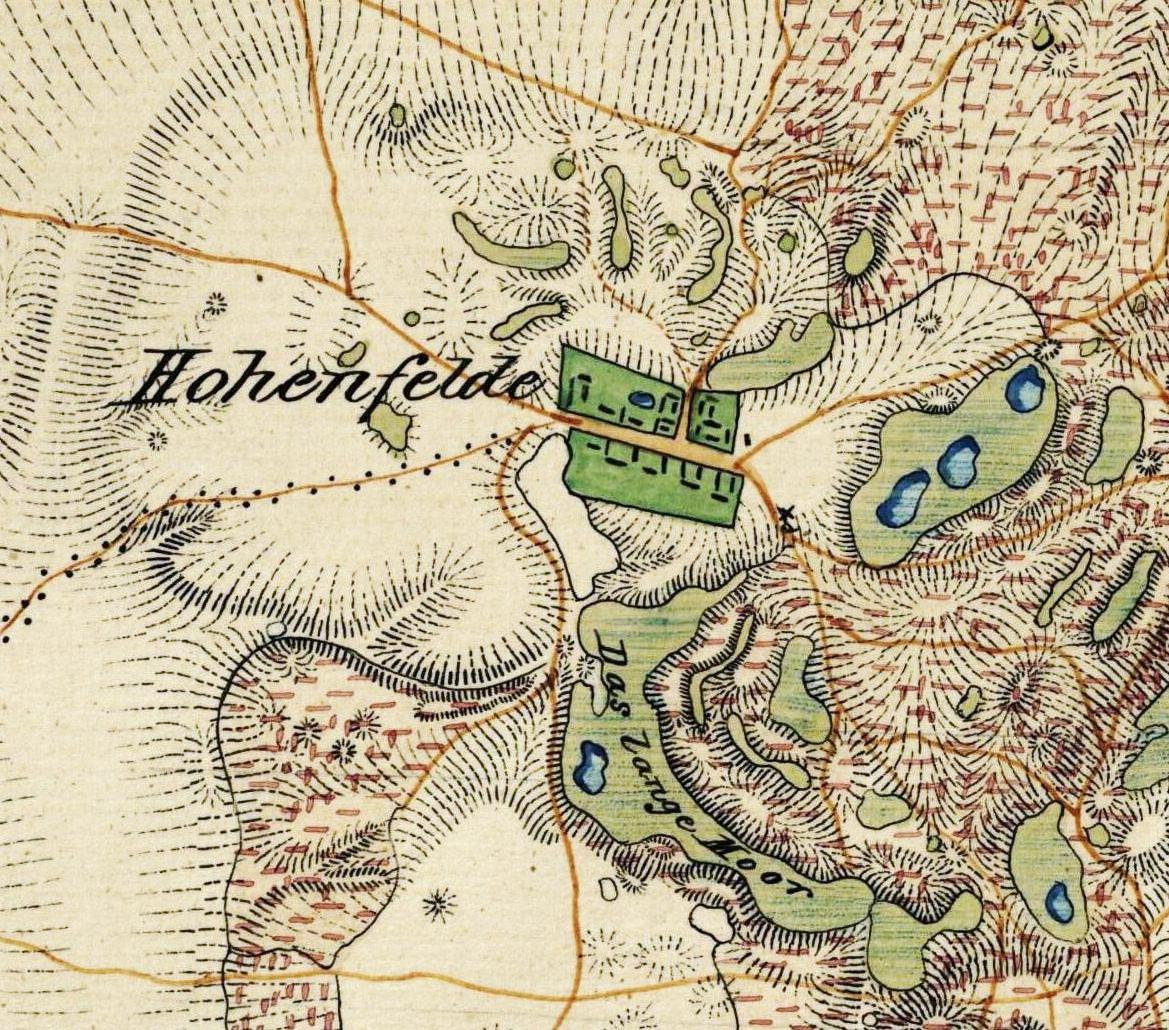
Wysokie (gm. Łęczyce) na mapie z lat 30. XIX w. (Archiwum Państwowe w Gdańsku). Zwraca uwagę brak miejscowości Dąbrowa Brzezieńska (na południe od Wysokiego), która powstała później.

## Szkoła

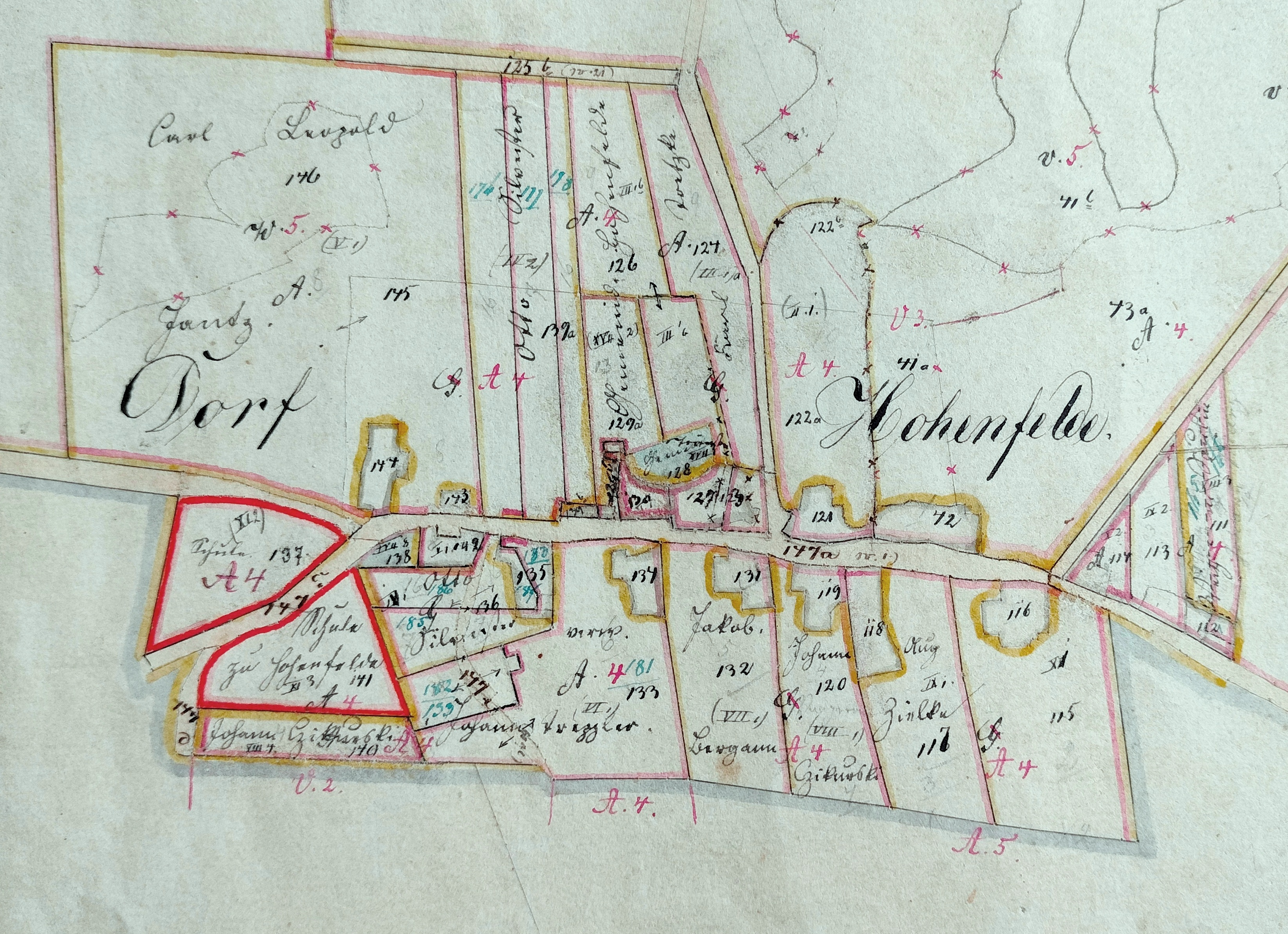
Wysokie (gm. Łęczyce) – fragment planu katastralnego wsi z 1862 r. (Archiwum Państwowe w Gdańsku, filia w Gdyni). Czerwonym kolorem oznaczono działki szkolne (niem. Schule), pozostałe parcele opisano imieniem i nazwiskiem właściciela.

Po II wojnie światowej szkoła w Wysokiem funkcjonowała od roku szkolnego 1950/51. Początkowo miała 51 uczniów, 6 klas, 2 oddziały, 2 nauczycieli i 2 sale lekcyjne. W roku szkolnym 1965/66 miała już 69 uczniów, 7 klas, 4 oddziały, 4 nauczycieli i 4 pomieszczenia. Rok później została przekształcona w szkołę ośmioklasową, jednak dekadę później, w roku szkolnym 1977/78 ponownie zredukowano ją do klas I-IV (przy czym z powodu braku dzieci nie było w ogóle kl. II). W roku 1978 szkoła w Wysokiem uległa przejściowo likwidacji, a dzieci dowożono do Zbiorczej Szkoły Gminnej w Łęczycach. Pierwszym kierownikiem był tutaj Hieronim Pawluś, następnie Jan Jacyniak i Alfons Plotzki. Z powodu trudności lokalowych związanych z funkcjonowaniem starej szkoły w Łęczycach w roku szkolnym 1982/83 nastąpiło wznowienie działania szkoły w Wysokiem, ale tylko na poziomie klas I-III (razem 49 uczniów). Od roku szkolnego 1985/86 były tam już cztery klasy i dalej aż do ośmiu. Ostateczna likwidacja szkoły i przejecie budynku szkolnego przez parafię w Brzeźnie Lęborskim nastąpiło na początku lat 2000. Od 2005 r. w dawnym budynku szkolnym funkcjonuje kaplica p.w. św. Faustyny Kowalskiej, będąca filią parafii w Brzeźnie. Jednocześnie jednak cześć dawnego budynku szkolnego użytkowana jest nadal jako świetlica Gminnej Instytucji Kultury i Biblioteki w Łęczycach, czynna od wtorku do piątku w godzinach 15.00-19.00, a w soboty od 11.00 do 15.00.

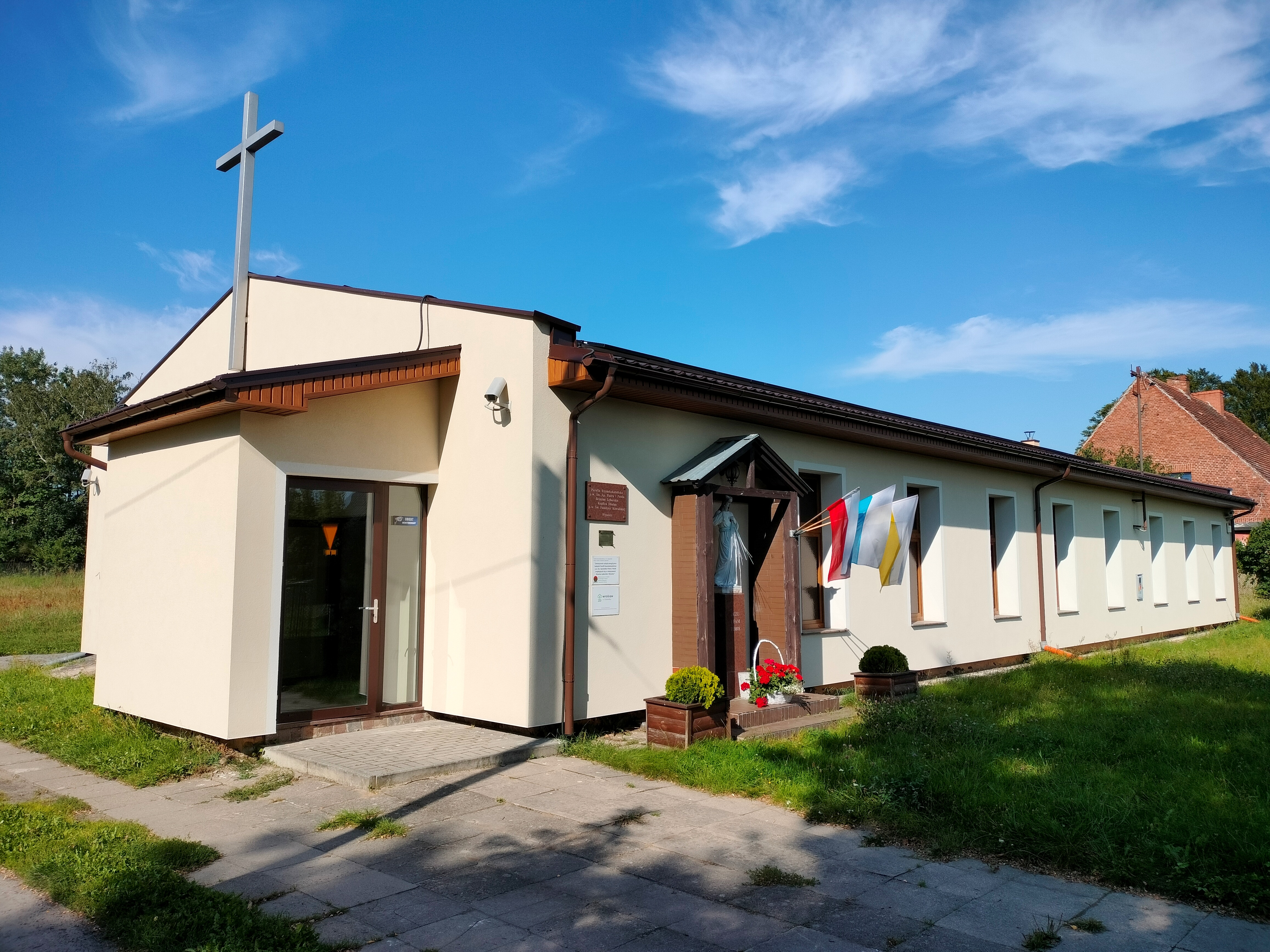
Wysokie (gm. Łęczyce) – dawna szkoła, obecnie kaplica filialna parafii w Brzeźnie Lęborskim i świetlica GIKiB w Łęczycach.
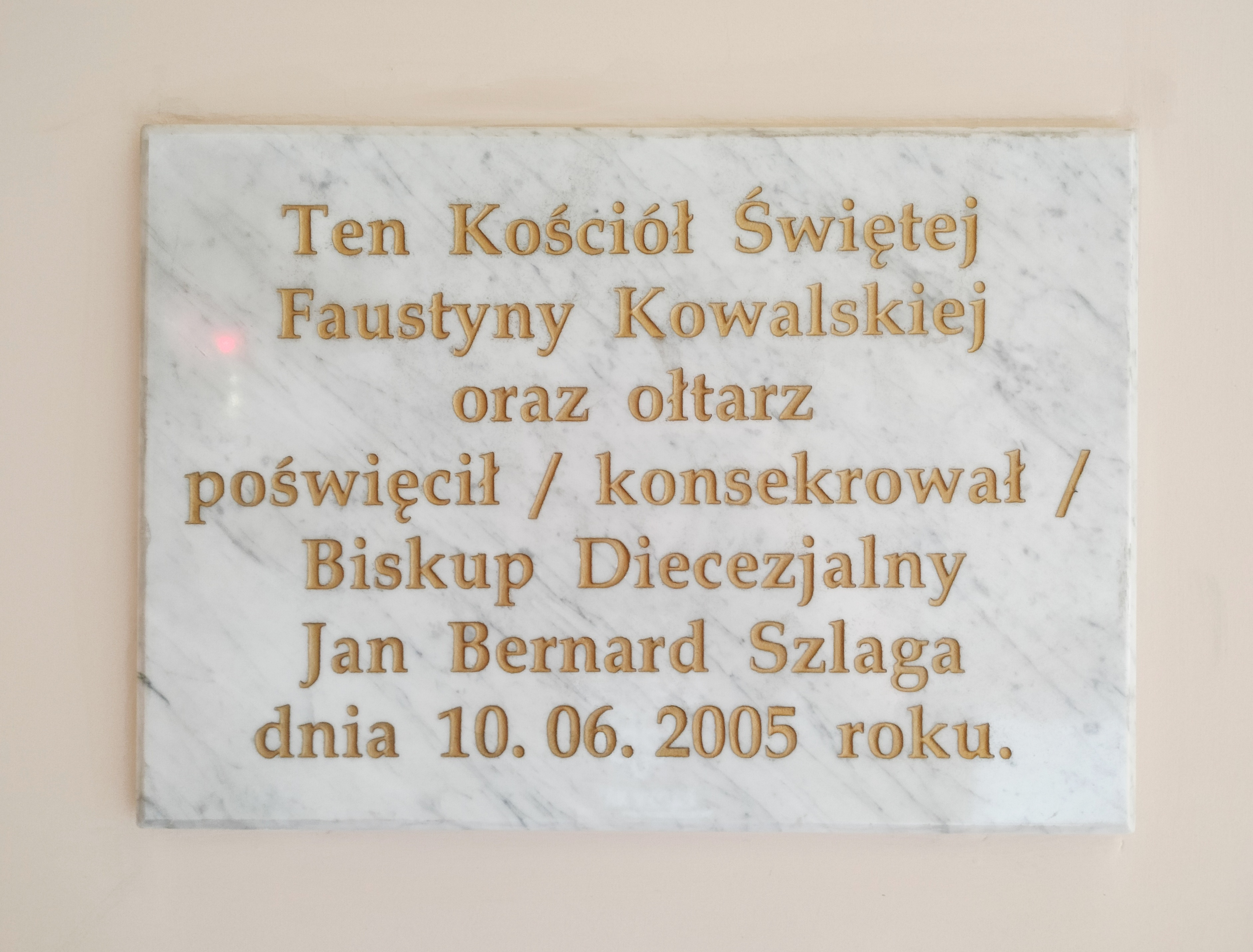
Wysokie (gm. Łęczyce) – tablica erekcyjna w kaplicy filialnej parafii w Brzeźnie Lęborskim.
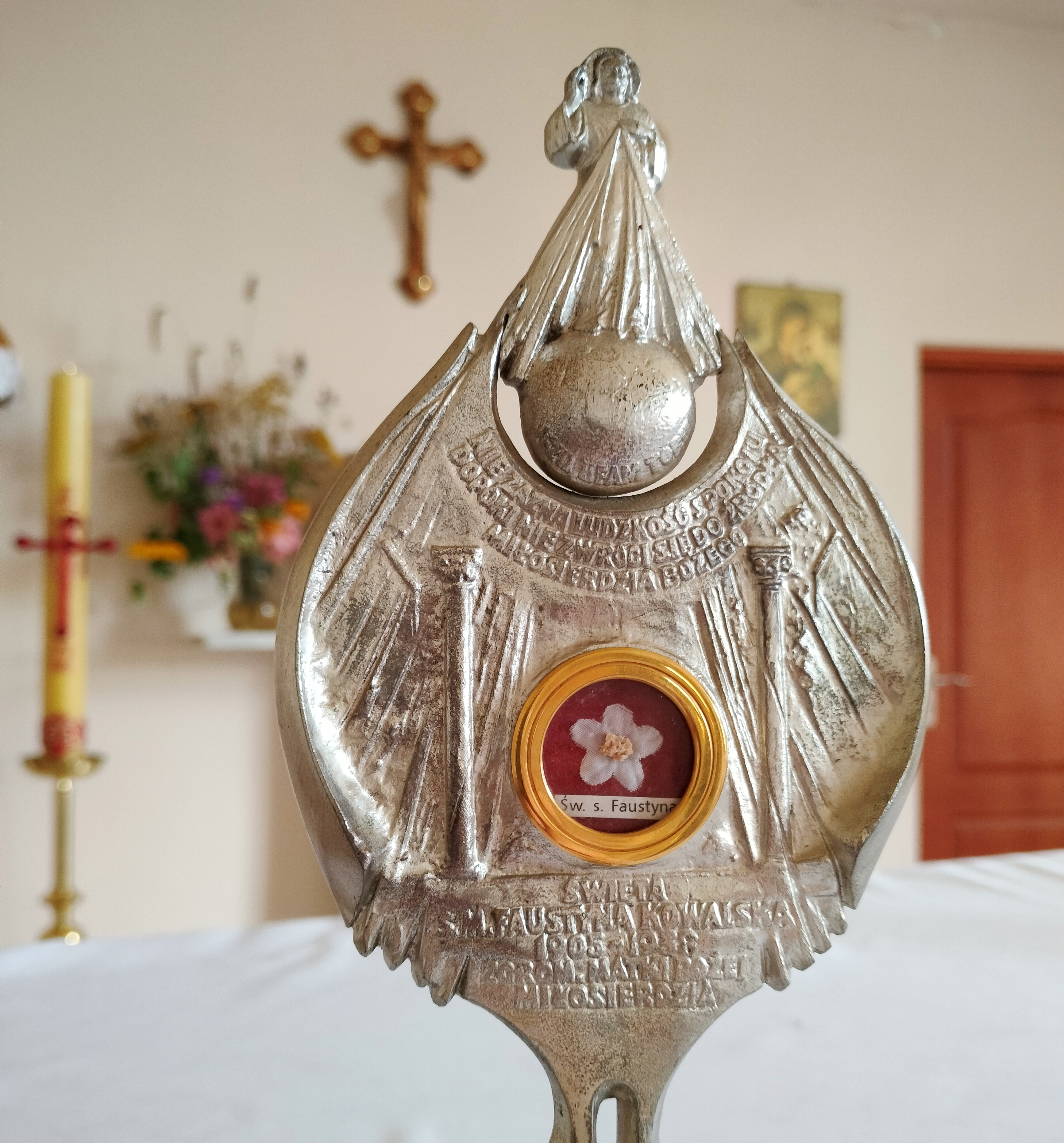
Wysokie (gm. Łęczyce) – relikwiarz św. Faustyny Kowalskiej w kaplicy filialnej.

## Zabytki
- Cmentarz poewangelicki (o powierzchni ok. 20 arów), założony w 2 poł. XIX w., zlokalizowany w lesie, po południowej stronie polnej drogi prowadzącej z Wysokiego do Brzeźna Lęborskiego, ok. 900 m na zachód od dawnej szkoły (obecnie kaplicy i biblioteki) w Wysokiem. Teren cmentarza jest porośnięty rzadkim wysokopiennym lasem, który w podszycie ma liczne paprocie, pod którymi w okresie letnim trudno znaleźć ocalałe resztki nagrobków. Cmentarz otoczony jest pozostałościami kamiennego muru z wejściem od strony zachodniej.Wysokie (gm. Łęczyce) – cmentarz poewangelicki z 2 poł. XIX w. (widok od strony zachodniej).

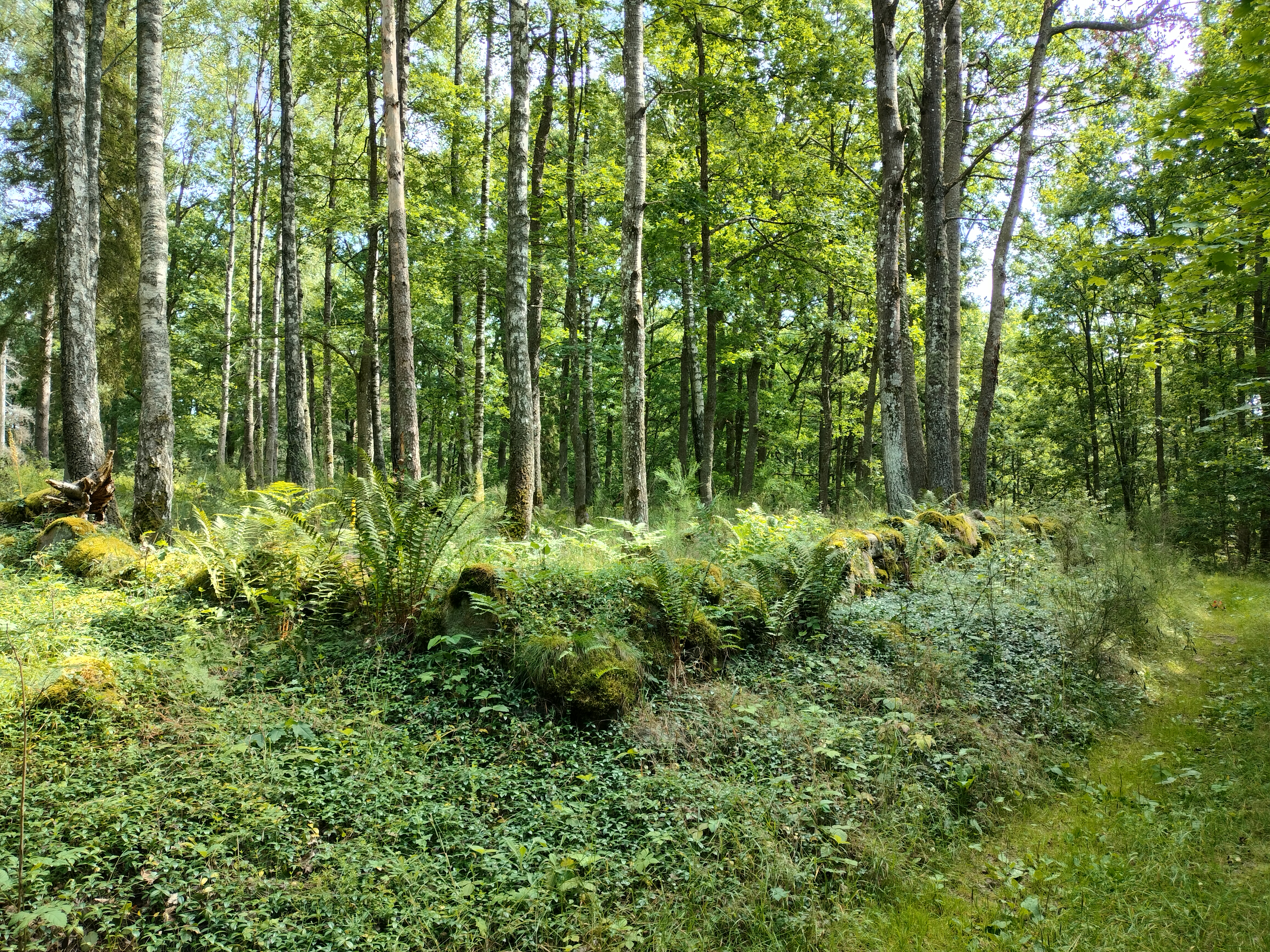
Wysokie (gm. Łęczyce) – cmentarz poewangelicki z 2 poł. XIX w. (widok od strony zachodniej).